# 무아야드 알쿨리
무아야드 알쿨리(아랍어: مؤيد الخولي, Muayad Al Khouli, 1993년 10월 16일~ )는 시리아의 축구 선수로, 현재 오만의 알나스르 수비수이다.